# مارکوس هوفمیر
مارکوس هوفمیر (انگلیسی: Markus Hofmeier؛ زادهٔ ۷ اکتبر ۱۹۹۳) بازیکن فوتبال اهل آلمان است.
از باشگاه‌هایی که در آن بازی کرده‌است می‌توان به باشگاه فوتبال اف‌اس‌وی فرانکفورت و باشگاه فوتبال اشبورن ۱ اشاره کرد.